# Tigoa
Tigoa è un centro abitato delle isole Salomone, situato nella Provincia di Rennell e Bellona, della quale è il capoluogo.